# Seelisbergsee
Der Seelisbergsee (auch Seelisbergersee, auf der Landeskarte der Schweiz kurz als Seeli bezeichnet) ist ein See unterhalb der Ortschaft Seelisberg im Kanton Uri, Schweiz.
Der See ist etwa 18 ha gross, 700 bis 800 Meter lang, 350 Meter breit und hat eine Tiefe von 37 Meter.

## Lage
Der Seelisbergsee befindet sich auf 738 m ü. M. südwestlich des «Knies» des Vierwaldstättersees, wo dieser in den Urnersee übergeht. Der See liegt am steilen Nordhang des Niederbauen-Chulm (1923 m ü. M.) in einer Senke. Der Zufluss erfolgt über unterirdische Einsickerungen, dann fliesst das Wasser in den kleinen See ab, von da an unterirdisch bis in den Vierwaldstättersee, wo es zwischen dem Rütli und Bauen unter der Wasseroberfläche wieder austritt. Der Untergrund im Bereich des Abflusses ist ziemlich zerklüftet und weist vermutlich ein weit verzweigtes Höhlensystem auf.

## Nutzung
Am Nordende zwischen Seelisbergsee und Seelisberg Wyher befindet sich ein Campingplatz (nur für Zelte) und ein Strandbad. Der Campingplatz fasst ca. 40 Zelte, auch ist die Miete kleinerer Boote möglich. Die Wassertemperaturen liegen im Sommer über den Werten des Vierwaldstättersees. Auch für die Hobbyfischerei ist dieser Voralpensee interessant.

## Entstehung
Zur Entstehung des Seelisbergersees gibt es eine Sage: Ein «Blumenfeld» sei als Fluch für eine Untat ihres herrschaftlichen Besitzers überflutet worden. Auf diese Weise sei das Seeli entstanden. Ein Körnchen Wahrheit könnte in dieser Geschichte stecken. Es gibt Hinweise, dass der Pegelstand des Sees im Verlauf seiner Geschichte unterschiedlich hoch gewesen ist.
1916 war geplant, den Isitalbach zuzuführen, um aus dem See ein Staubecken für ein Kraftwerk zu machen. Der Plan scheiterte aufgrund des schwierigen Abflusssystems und musste wieder aufgegeben werden. 1937 wurde der See wieder abgesenkt, der während der Bauarbeiten um 2 Meter höher war. Das hatte negativen Einfluss auf die Artenvielfalt in Ufernähe.